# Carl Georg von La Roche
Carl Georg von La Roche (* 11. Januar 1766 in Warthausen; † 11. September 1839 in Berlin) war ein preußischer Geheimer Oberbergrat und spielte eine führende Rolle im Kreis um Henriette Herz. Er ist nicht zu verwechseln mit dem bekannteren Schauspieler Carl von La Roche (1794–1884).

## Leben
Carl wurde als Sohn der Schriftstellerin Sophie von La Roche und von Georg Michael Frank von La Roche (1720–1788) in Warthausen geboren. Er war der Bruder von Maximiliane Brentano und somit Onkel von Clemens Brentano und Bettina von Arnim.
Seine Schulausbildung erhielt er in Speyer. In Berlin begann er 1784 eine Ausbildung am Bergdepartement und verkehrte im Salon der Henriette Herz. Die beiden hatten sich zusammen mit Dorothea Veit und Wilhelm von Humboldt zu einem schöngeistigen Tugendbund zusammengeschlossen.
In Erfurt hatte sich Carl mit Caroline von Dacheröden verlobt und sie auch für ihren Bund gewonnen. Die Verlobung wurde jedoch von ihr aufgelöst, nachdem sie 1788 Wilhelm von Humboldt persönlich kennengelernt hatte. 1791 heirateten Caroline und Wilhelm, blieben aber zeitlebens mit Carl gut befreundet.
1789 wurde La Roche Assessor beim Bergamt in Halle (Saale). 1792 wurde er zum preußischen Bergrat bei der Saline in Schönebeck befördert.
Seine Mutter schildert in dem Buch Reise von Offenbach nach Weimar und Schönebeck im Jahr 1799 ihren Besuch bei ihm.
1803 ging Carl zur General-Salz-Administration nach Berlin und wurde 1805 Geheimer Oberbergrat.
1810 wurde er Direktor des Oberbergamtes und im gleichen Jahr auch Mitglied bei der Gesetzlosen Gesellschaft zu Berlin.
Bis zu seiner Pensionierung zwei Jahre vor seinem Tod hatte er die Stelle im Oberbergamt inne.

## Auszeichnungen
Ritter des Roten Adlerordens zweiter Klasse.

## Familie
Carl war mit Friederike Eleonore, geb. von Stein zu Lausnitz (1772–1838) verheiratet. Gemeinsam hatten sie zwei Kinder:
- Bertha (* 5. April 1793; † 30. Juni 1830), verheiratet mit Leopold von Lützow
- Hellmuth (ca. 1799 – 19. November 1837)[2]